# The Cat Concerto
The Cat Concerto é um curta de animação da série Tom & Jerry lançado em 1947 pela Metro-Goldwyn Mayer. Foi produzido por Fred Quimby e dirigida por William Hanna e Joseph Barbera. Foi vencedora do Oscar de melhor curta de animação em 1946.